# Melsomvik
Melsomvik es una localidad de la provincia de Vestfold en la región de Østlandet, Noruega. A 1 de enero de 2017 tenía una población estimada de 2113 habitantes.
Se encuentra ubicada al sureste del país, a poca distancia al sur de Oslo, al oeste de la frontera con Suecia, y junto a la costa occidental del fiordo de Oslo.